# Gamoja
Gamoja er et miniaturesamlespil for børn. Det udkom første gang i sommeren 2006. Spillet består af små monsterfigurer og meteorkugler, som købes i forseglede pakker.

## Historie
For hvert 5.000 år, når planeterne ligger i kosmos, så skal de mystiske væsner der kaldes gamojaere kæmpe en kamp mellem det gode og det onde. En gamoja har hver en god eller ond tvilling som den er fjender med.

## Dele
Monsterfigurerne er delt op i tre sjældenhedsniveauer: common (almindelig), rare (sjælden) og ultrarare (meget sjælden). En gamoja, Ultimoja er yderst sjælden og er kun produceret i 1000 eksemplarer.
Hver gamoja, undtagen Ultimoja, findes i en god og en ond udgave (de er tvillinger). Figurerne har også deres alder i millioner år stemplet i foden. Disse egenskaber er dog kun for stemningens skyld, og har ingen indflydelse for de officielle spilleregler.

## Spil
Der følger spilleregler med til et antal meget simple spil. Spillene handler går for det meste ud på at trille meteorkuglen, eller kaste gamojaer for at vælte modstanderens gamojaer. Andre spil er behændighedsspil, hvor det går ud på at stable figurer, eller kaste og gribe dem.
Der er selvfølgelig mulighed for at lave sine egne regler.

## Ekstern henvisning
Spillets officielle hjemmeside